# Commandos (Afrique du Sud)
Les commandos étaient un corps d'auxiliaires civils, pour la plupart volontaires et à temps partiel, de l'armée sud-africaine. Dans leur rôle de milice locale, ces unités étaient souvent déployées à l'appui et sous l'autorité de la police sud-africaine. Utilisés notamment pour assurer la sécurité en zone rurale, ils ont été démantelés entre 2003 et 2008.
Au XXe siècle, le système des commandos visait à assurer la sécurité des communautés  principalement rurales, mais parfois urbaines. Chaque Commando était responsable d'un périmètre précis sans responsabilité au-delà de cette zone.

## Historique

### Le système de Kommando

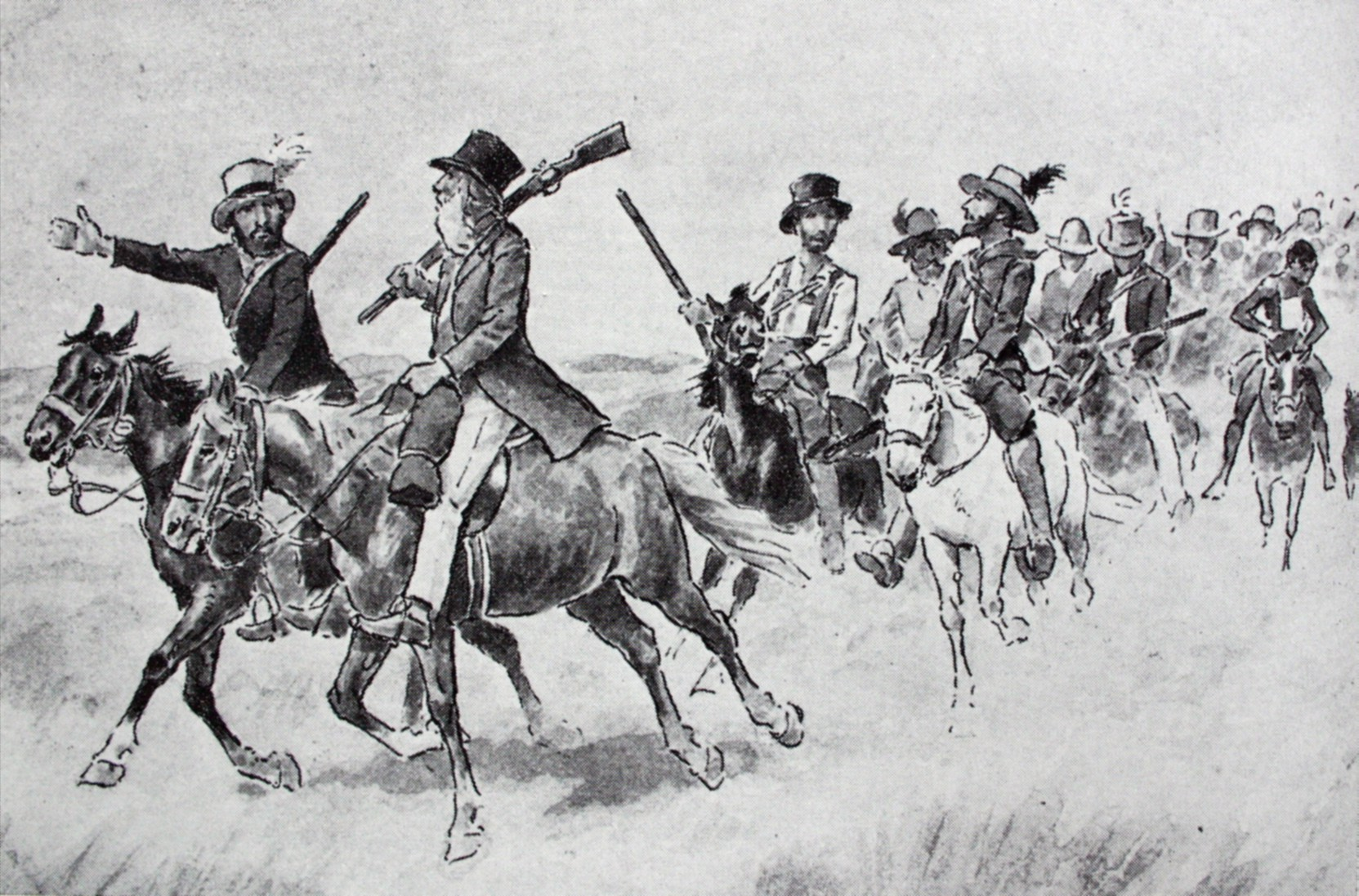
Commandos Boers

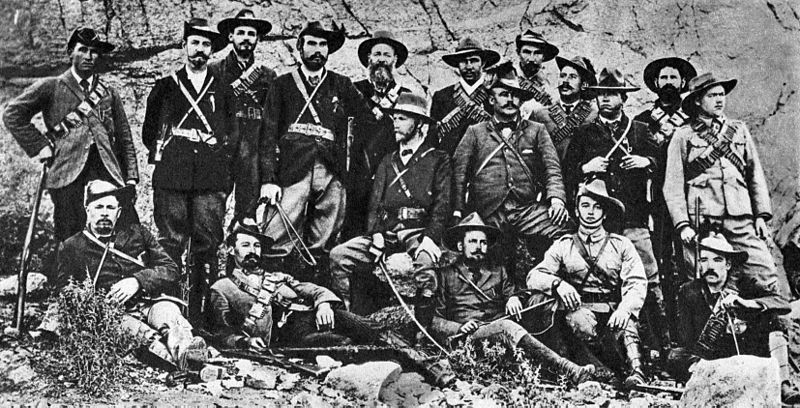
Commando de Jan Smuts durant la seconde guerre de libération

Les premières milices avaient été constituées dans la colonie du Cap en 1715, alors sous contrôle néerlandais. Il s'agissait alors de protéger la colonie contre les incursions des Khoïkhoï, notamment lors des guerres cafres. Afin de protéger la colonie, tous les hommes valides devaient de se rendre disponible rapidement dans le cadre d'un système de Conscription développé à partir des années 1770. La colonie était alors divisée en districts dans laquelle était organisée un Kommando sous la responsabilité d'un commandant (Kommandant) chargé d'appeler tous les citoyens (burghers) en cas de besoin. 
Après que la colonie du Cap soit passée sous contrôle britannique, le système de commando fut maintenu car les milices étaient plus mobiles que les troupes régulières et plus adaptées au relief escarpé.
Dans les républiques boers, où il n'y avait pas d'armée régulière, les lois rendirent le service de commando obligatoire, en cas de besoin, pour tous les citoyens de sexe masculin âgés de 16 à 60 ans. Il n'était pas rare que des garçons de 12 à 16 ans accompagnent leur père en kommando, non en tant que combattant, mais en tant que agterryers (littéralement, « cavaliers de l'arrière »). Les commandos constituaient l'ossature de l'armée des boers lesquels étaient des citoyens libres et, en tant que membres d'un Kommando, représentaient eux-mêmes l’État. 
Ainsi, lorsque le danger menaçait, tous les hommes d'un district formaient le Komando organisée en unités militaires et élisaient des officiers car toutes les fonctions de commandement étaient électives et tout milicien boer, quelle que soit sa situation dans le civil, pouvait être candidat (même si dans les faits, ce sont les grands propriétaires terriens ou les plus instruits qui étaient élus). Comme il n'y avait pas d'uniformes, chaque homme portait ce qu'il souhaitait, généralement des vêtements neutres ou de couleur kaki tels qu'une veste, un pantalon et un chapeau ample. Chaque homme apportait sa propre arme, généralement un fusil de chasse, et ses propres chevaux. Ces citoyens boers étaient généralement des agriculteurs qui passaient presque toute leur vie à cheval, étaient aussi des chasseurs qualifiés et de bons tireurs. La plupart des Boers avaient des fusils à chargement par la culasse à un coup comme le Westley Richards, le Martini-Henry ou le Remington Rolling Block. Seuls quelques-uns disposaient de fusil Winchester ou fusil Vetterli. 
Durant la seconde guerre des Boers, chaque commando était attaché à une ville d'après laquelle ils étaient nommés (commando de Bloemfontein par exemple). Chaque ville était responsable d'un district, divisé en quartiers. Le Commando était commandé par un Kommandant et chaque division  par un «Veldkornet» lequel était aussi chargé de fonctions civiles comme la perception des impôts. Le Kommandant était pour sa part responsable devant un général lequel avait la responsabilité de 4 commandos. Ce dernier prenait ses directives auprès du commandant-général de la République, ce dernier étant responsable devant le Président de l'État.

### Les commandos, auxiliaire de sécurité en zone rurale
En 1912, les commandos ont été réformés aux côtés de l'Active Citizen Force dans le cadre des Forces de défense de l'Union. Ils sont officiellement réactivés en 1948 à l'initiative du parti national quand il arrive au pouvoir. Durant la période d'apartheid qui suit, dans le cadre de la force de défense sud-africaine (SADF), les unités de commandos sont chargés de la sécurité en milieu rural, notamment celle des agriculteurs et des travailleurs agricoles. En tant qu'unités civiles auxiliaires, ils sont aussi chargés en zone rurale d'intervenir et de suppléer l’État en cas de sécheresse, d'inondations, de troubles civils ou de gérer les épidémies. La fin de la conscription et la baisse du volontariat au début des années 1990, alors que les dernières lois de l'apartheid sont démantelées par le gouvernement de Klerk, entame le déclin de ces unités.

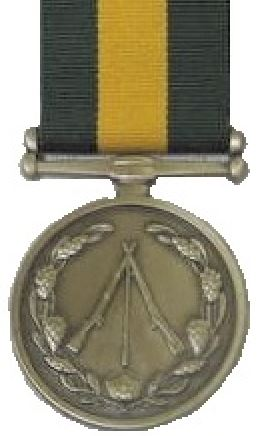
Médaille commémorative créée par la SANDF lors du démantèlement des unités de commandos.

Lors du Sommet sur la sécurité rurale, tenu à Midrand en octobre 1998, le problème des attaques agricoles est reconnu comme «complexe et multiforme» alors que celles-ci connaissent une augmentation disproportionnée par rapport à l'augmentation générale des chiffres de la criminalité avant d'atteindre un sommet au début des années 2000. Les commandos font alors partie du plan de sécurité rural (RPP) du gouvernement qui, en matière criminelle, classe les attaques de fermes en Afrique du Sud dans ses priorités au côté des attaques de banques, des violences des gangs et des crimes sur femmes et enfants. Ainsi le président Nelson Mandela encourage les fermiers blancs à grossir les rangs des commandos.

### Dissolution du système de commandos
En 2003, le successeur de Mandela, Thabo Mbeki, annonce le démantèlement du système des Commandos au motif que ces formations étaient des unités relevant de l'armée formées à l'époque de l'apartheid, ne s’intéressaient, selon lui, qu'à la sécurité des fermiers blancs et pas à celle de leurs ouvriers agricoles, constituaient une force de police parallèle et n'étaient pas assez racialement diversifiés. Il annonce leur remplacement par une autre force de sécurité en milieu rural qui serait cette fois sous commandement de la police. Cette décision cependant est mal acceptée par la communauté des agriculteurs blancs qui voient la dissolution des commandos existants comme une tentative par le gouvernement sud-africain de les rendre vulnérables à la criminalité.Frans Cronje, directeur de l'institut sud-africain des relations raciales (SAIRR), note, parmi d'autres, que le démantèlement de ces unités de commandos, qui avaient démontré une certaine efficacité dans la lutte contre la criminalité en zone rurale, auquel s'ajoutent l'inefficacité manifeste des deux unités distinctes qui les avaient remplacé, l'échec du RPP, le moratoire dans l'embauche de réserviste dans la police, une certaine désorganisation dans leur formation et un manque d'équipement, a finalement aggravé la vulnérabilité des fermiers et des agriculteurs.
Le dernier commando existant, celui d'Harrismith, est démantelé en mars 2008. 
A leur apogée, il existait 186 unités de commandos pour 50 000 à 70 000 membres. Pour ceux encore en activité au moment du démantèlement de leurs unités, une partie a été démobilisée, une autre a été invitée à rejoindre le corps des réservistes de la police sud-africaine  et une dernière partie invitée à rejoindre le corps de réserve de l'armée conventionnelle.

### Province de l'Ouest

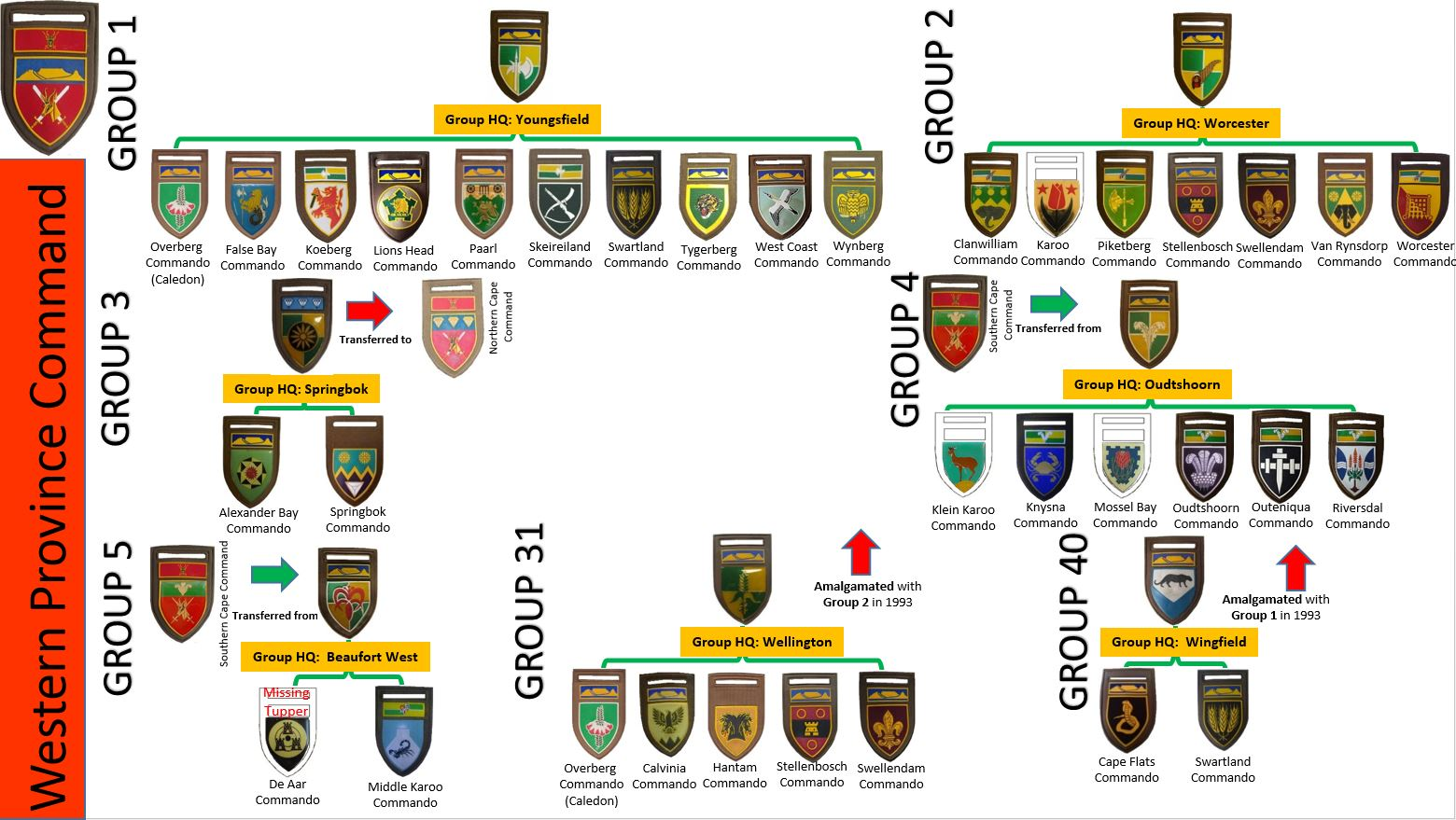
Structure de commandement du Commando de la SADF dans la Western Province

#### Cap-Sud

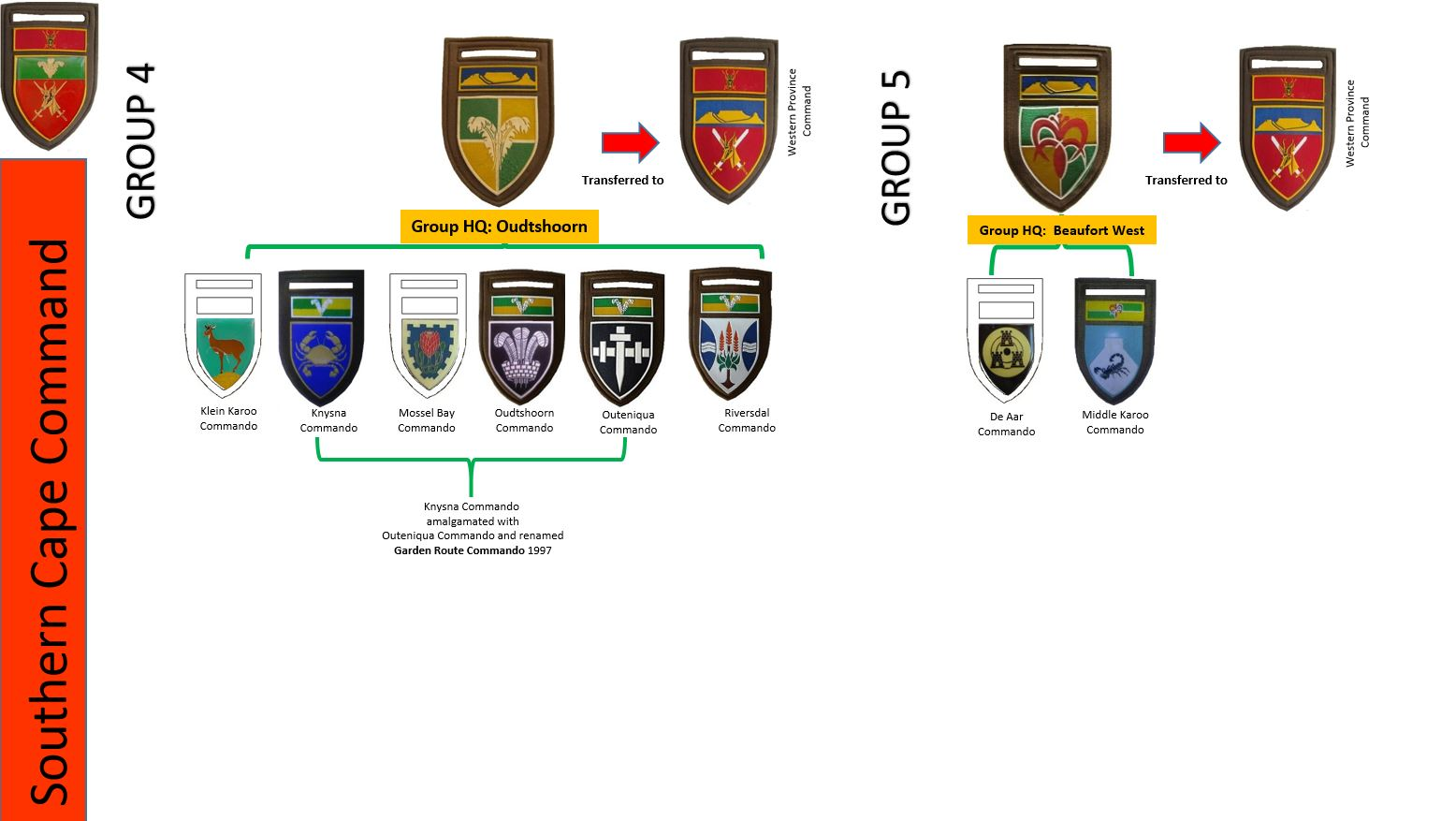
Structure de commandement du Commando de la SADF dans le Southern Cape

#### Province de l'Est

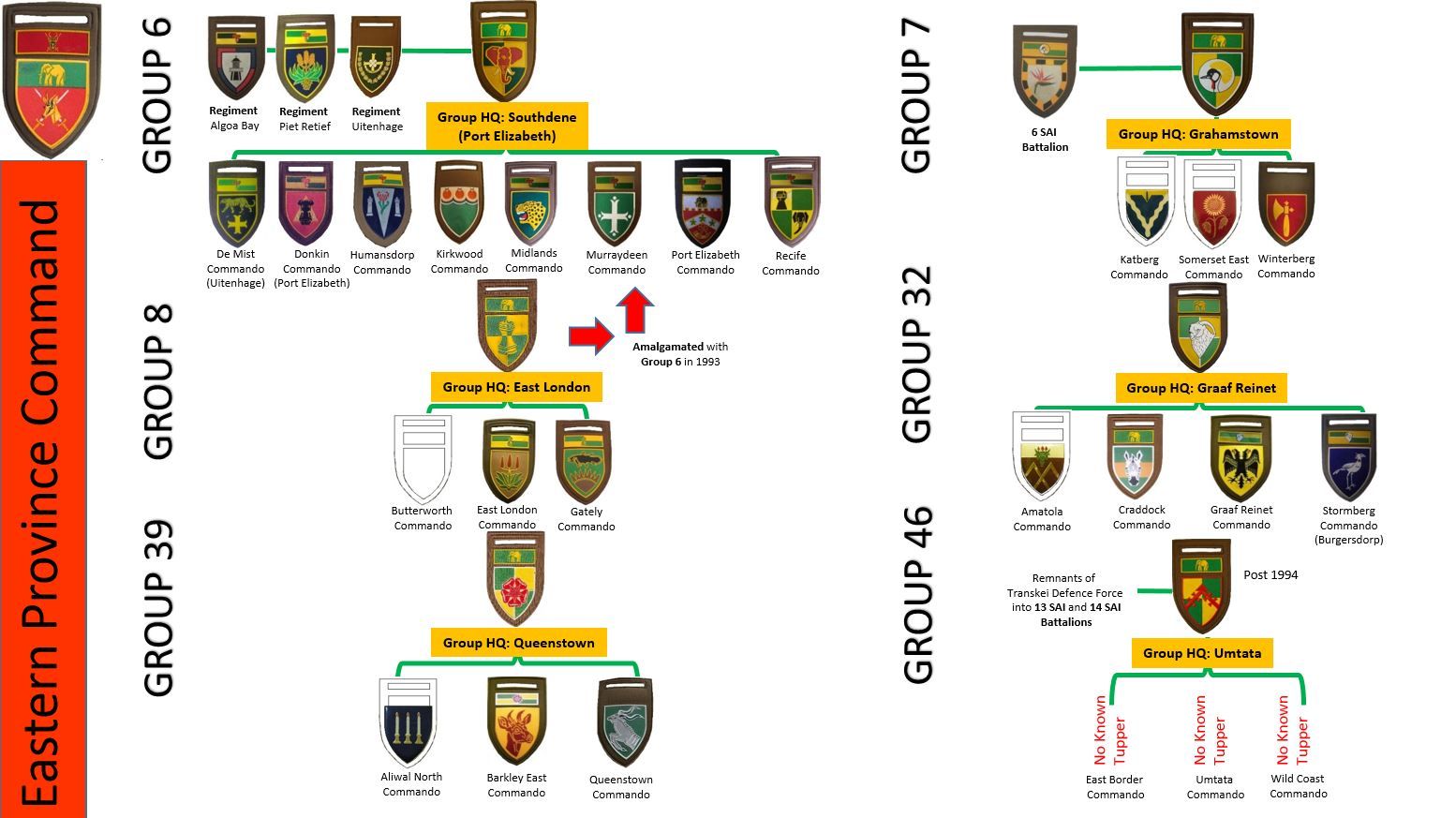
Structure de commandement du Commando de la SADF dans la Eastern Province

#### Cap-Nord

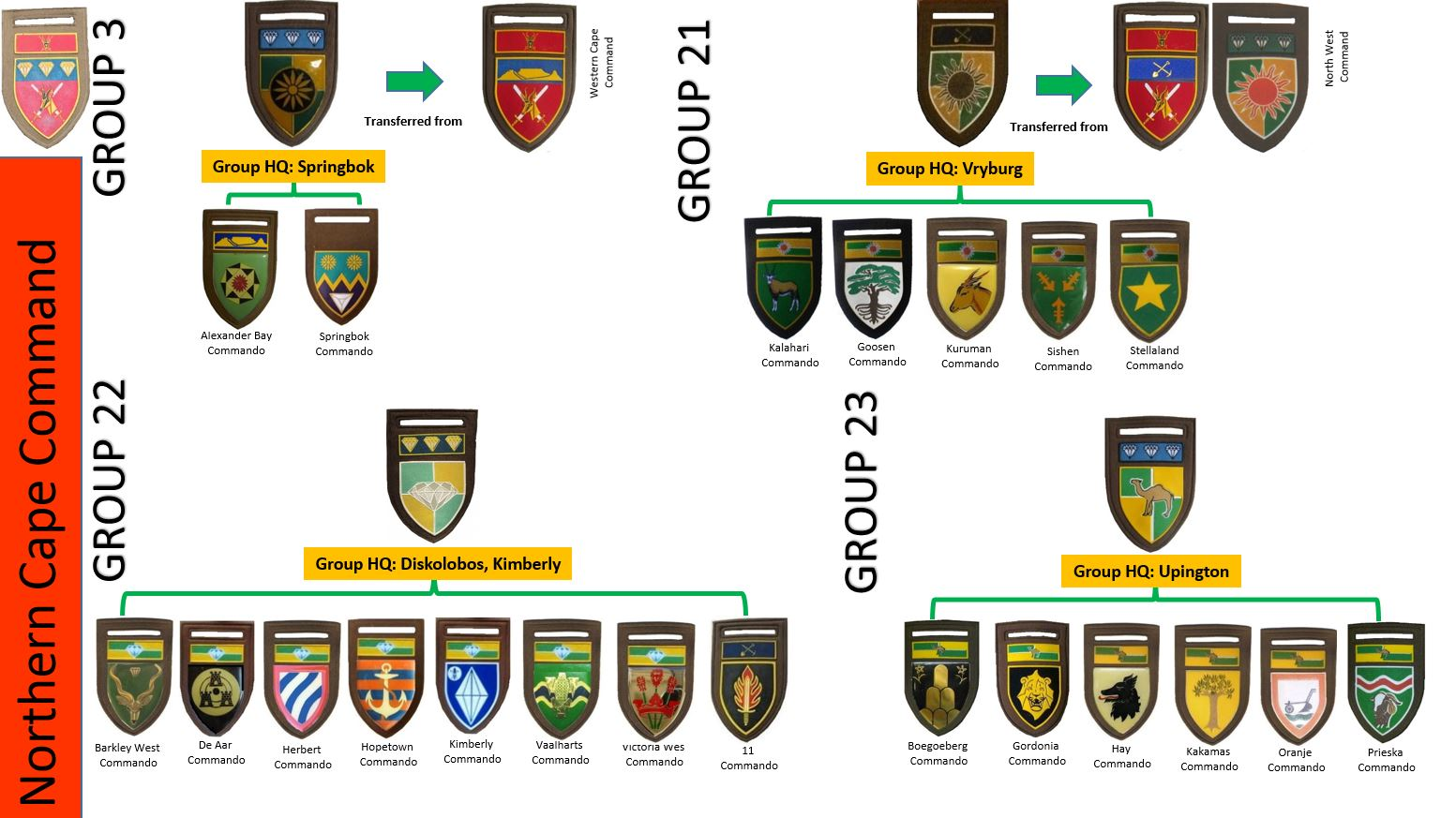
Structure de commandement du Commando de la SADF dans le Northern Cape

#### Nord-Ouest

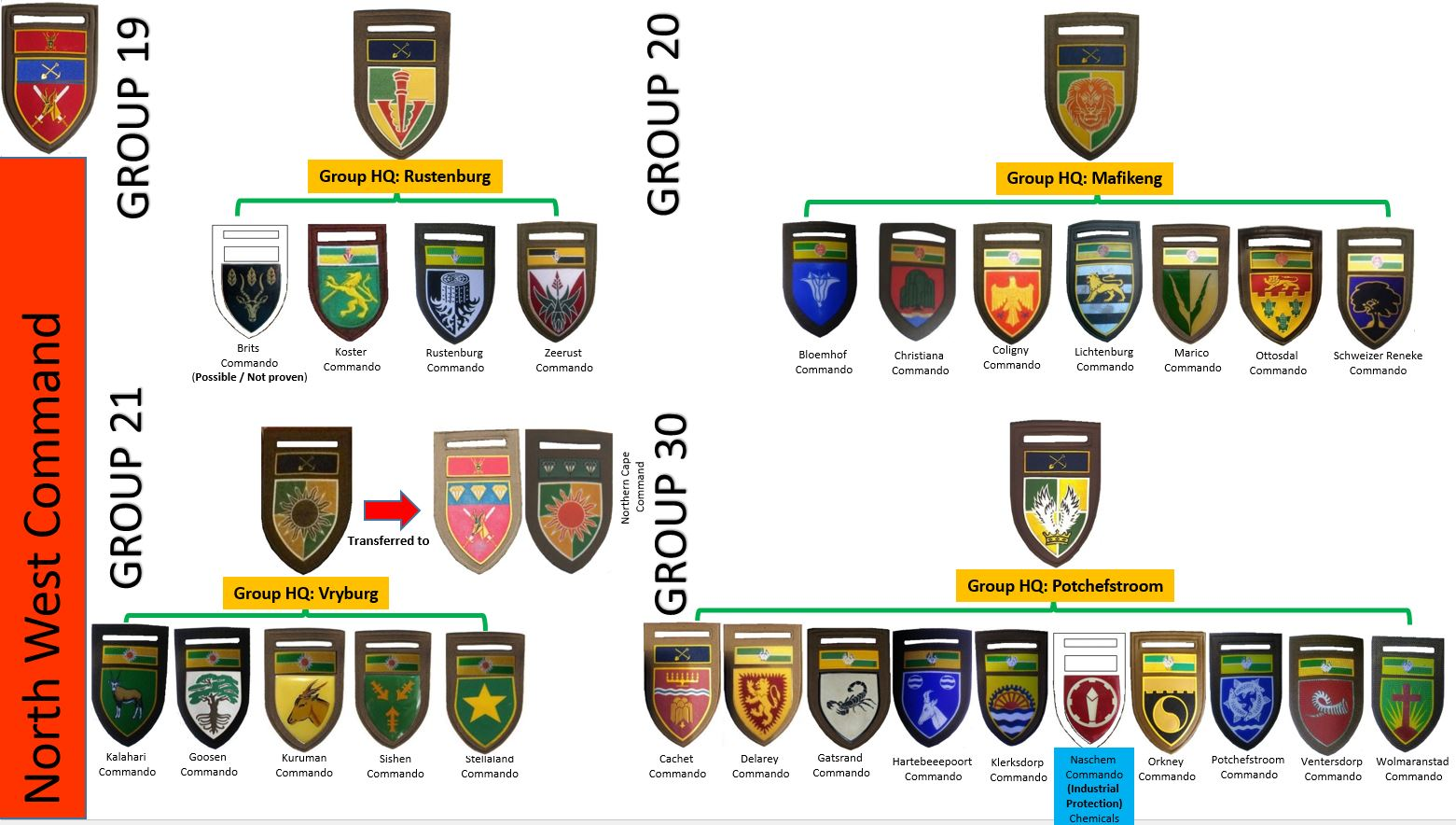
Structure de commandement du Commando de la SADF dans le North West

#### État libre d'Orange

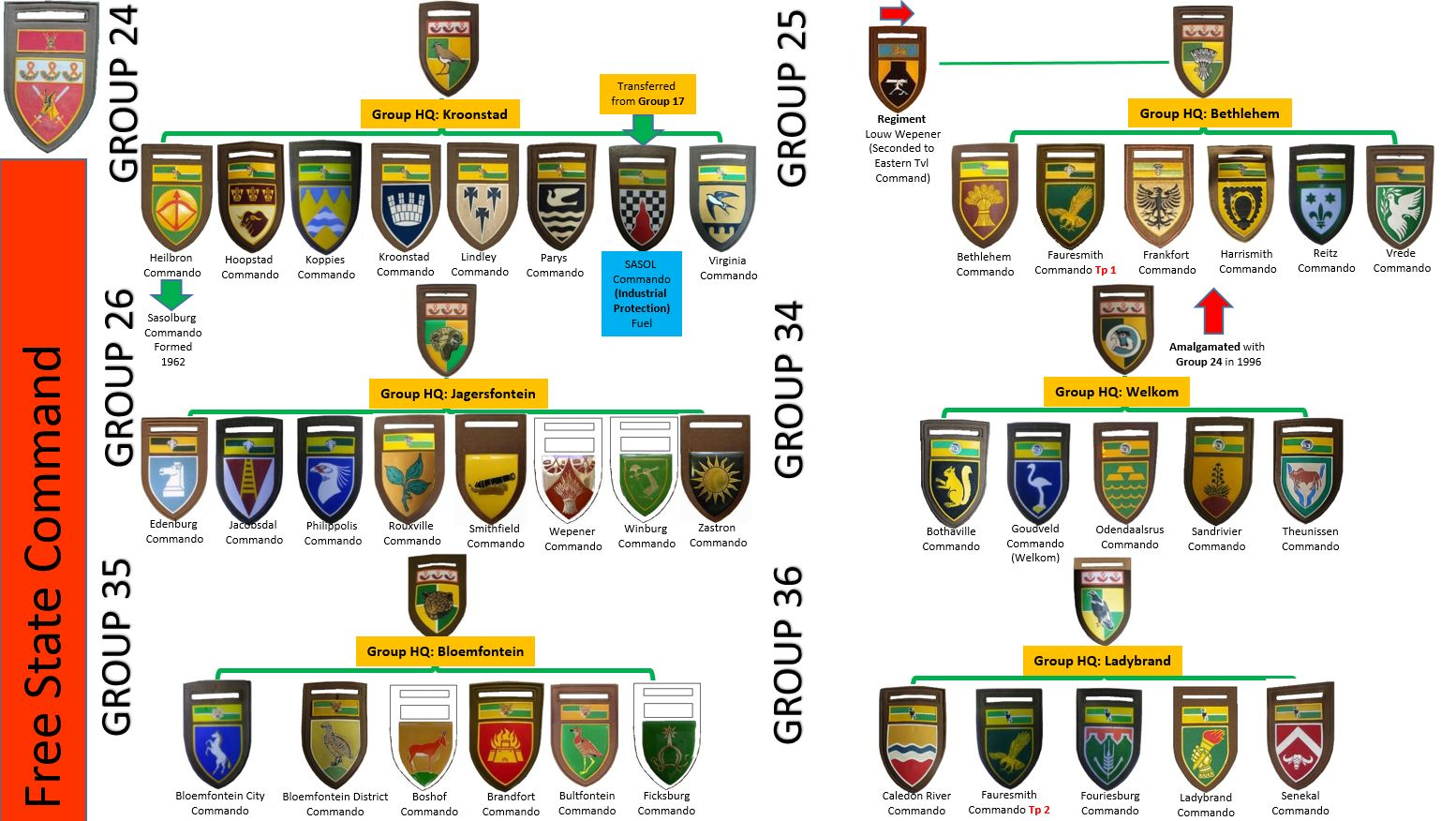
Structure de commandement du Commando de la SADF dans le Free State

#### Natal

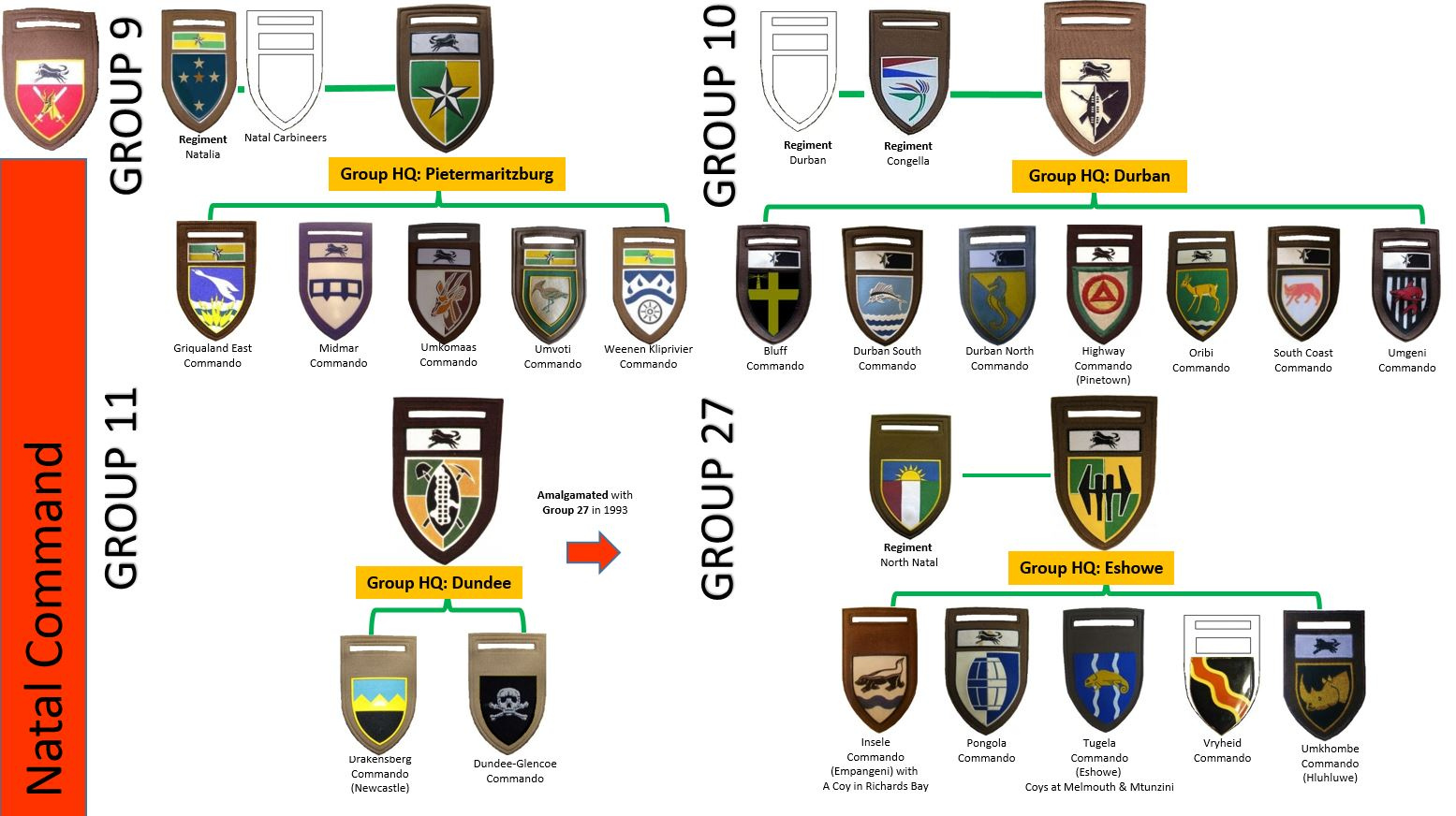
Structure de commandement du Commando de la SADF dans le Natal

#### Witwatersrand

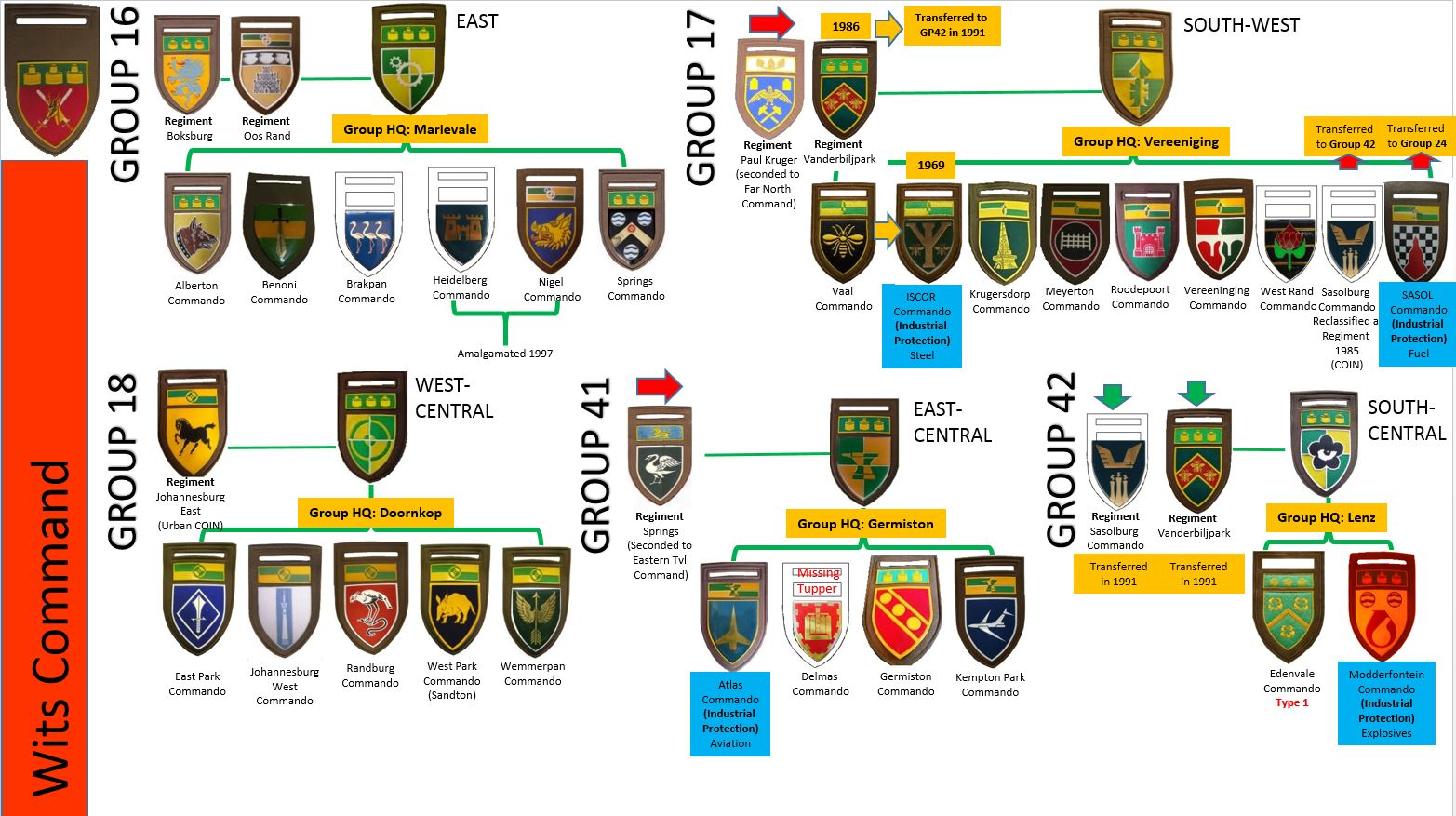
Structure de commandement du Commando de la SADF dans le Witwatersrand

#### Nord-Transvaal

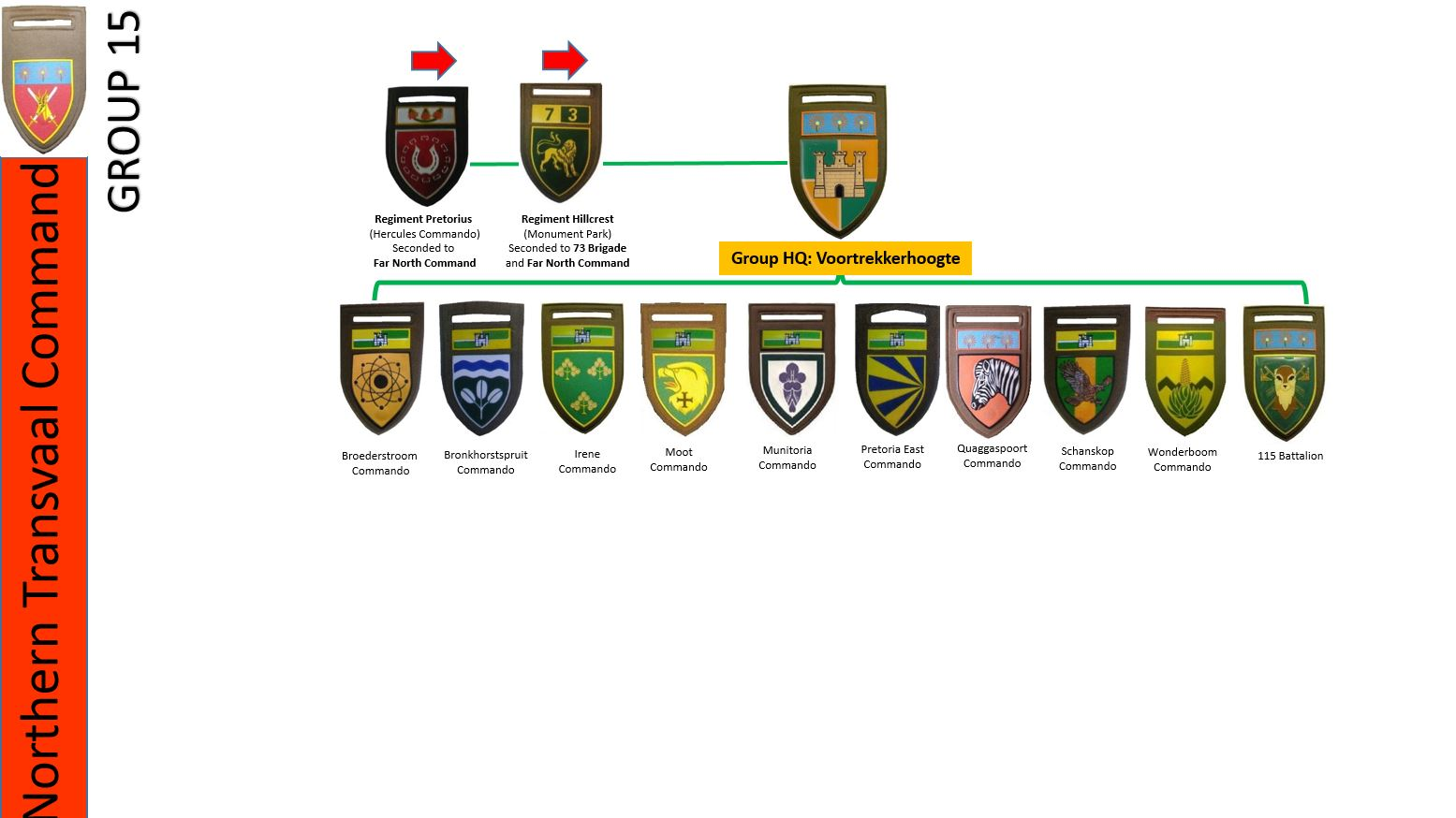
Structure de commandement du Commando de la SADF dans le Northern Transvaal

#### Nord lointain

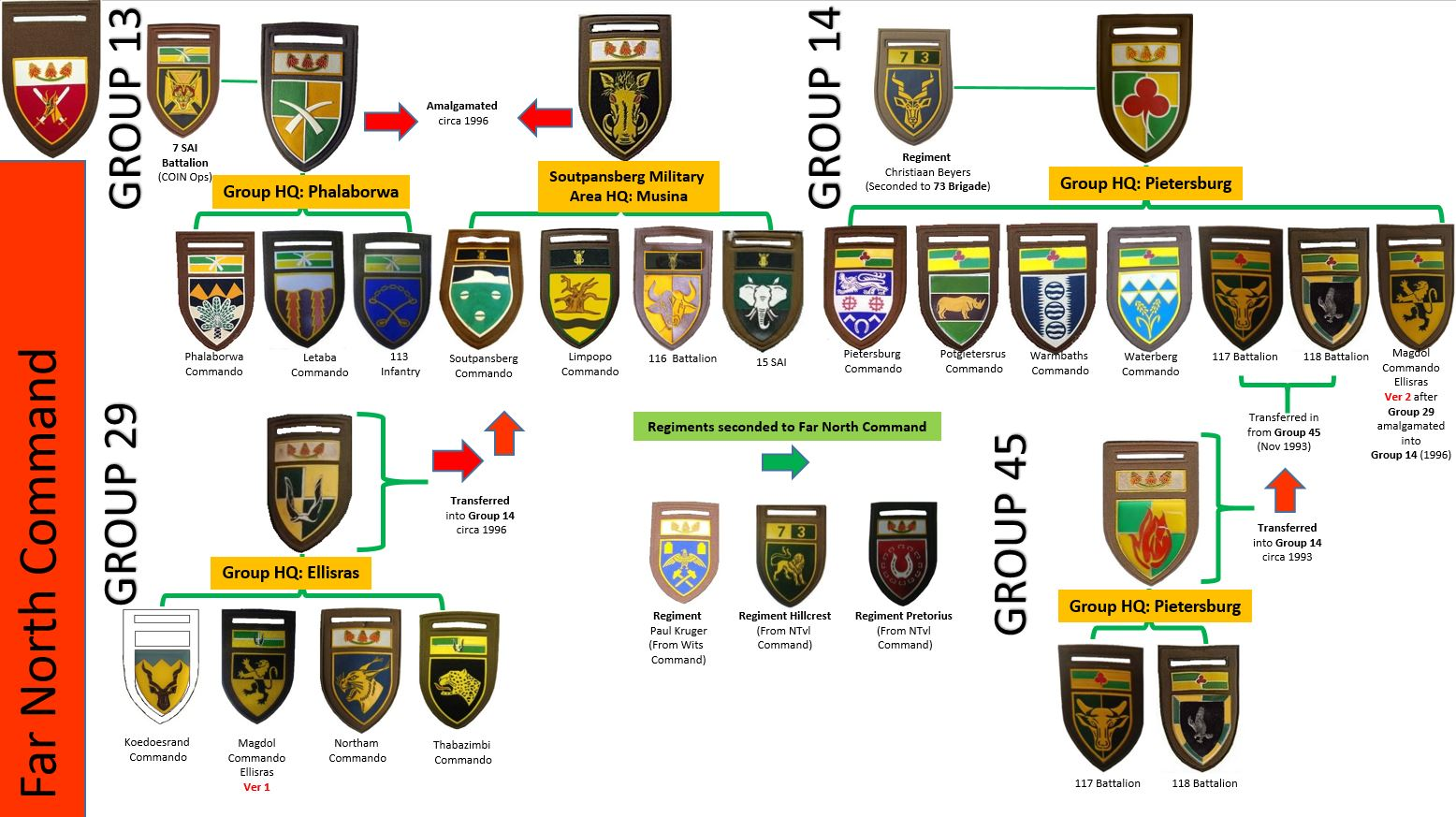
Structure de commandement du Commando de la SADF dans le Far North

#### Est-Transvaal

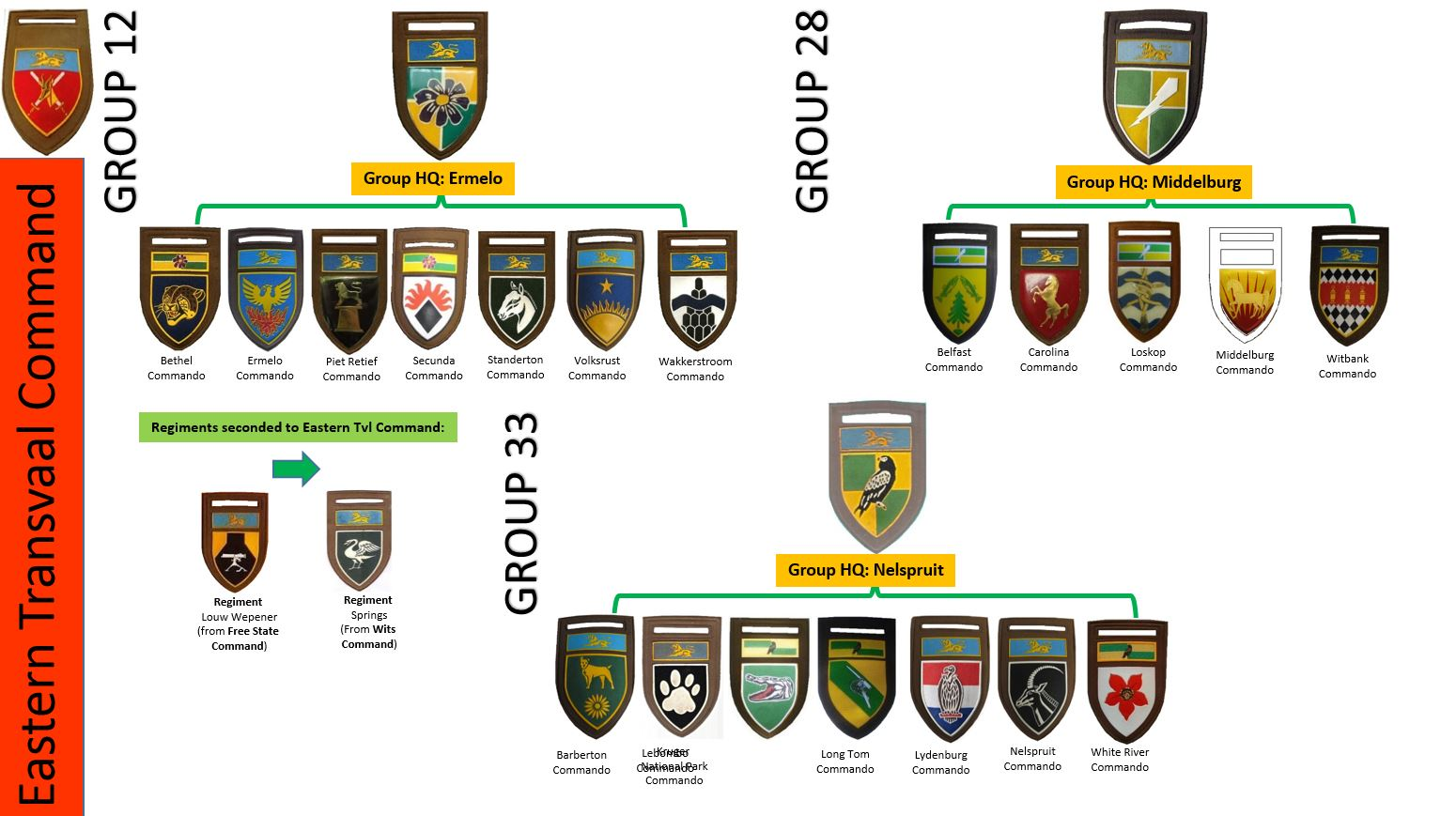
Structure de commandement du Commando de la SADF dans l'Eastern Transvaal